# Sierra del Carmen
La Sierra del Carmen; también llamada Sierra Maderas del Carmen, es una sierra en los municipios de Acuña, Múzquiz y Ocampo, estado de Coahuila, México. La Sierra es un segmento de la Sierra Madre Oriental al noroeste, comienza en el Río Bravo, en el Parque nacional Big Bend y se extiende al sureste por aproximadamente 72 kilómetros, la altitud fluctúa de los 560 metros sobre el nivel del mar en Boquillas del Carmen hasta los 2,720 m s. n. m. en el Pico de Loomis. Parte de la Sierra del Carmen está en el Área de protección de flora y fauna Maderas del Carmen como parte de un esfuerzo binacional para conservar una gran parte del Desierto de Chihuahua en México y Texas.

## Geografía
El área de protección se encuentra ubicada dentro de la Provincia fisiográfica de la Sierra Madre Oriental y forma parte de la subprovincia de las Sierras y Llanuras Coahuilenses.
Los tipos de vegetación que se presentan en el Área de Protección y su zona de influencia son Matorral desértico microfilo, Matorral desértico rosetófilo, Bosque de Encino y Bosque de Pino.
Algunas autoridades incluyen la Sierra de Chisos y otras más del parque nacional Big Bend como parte de la Sierra del Carmen. Desde el lado mexicano del Río Bravo, la Sierra corre hacia el sureste por aproximadamente 72 kilómetros, con un ancho máximo de aproximadamente 32 kilómetros. El lado oeste de la Sierra del Carmen es son paredes escarpadas de piedra caliza formadas a lo largo de una falla.
La Sierra del Carmen es una sierra aislada; una isla del cielo, que se eleva sobre el Desierto de Chihuahua. Debido a su elevación, más alta que cualquier otra cadena montañosa en el Bolsón de Mapimí, la Sierra del Carmen alberga la flora y la fauna que son más características de las montañas del oeste de los Estados Unidos que de México. En las elevaciones más bajas, vegetación desértica rodea las elevaciones más altas. Bosque de roble y bosque de roble-pino se pueden encontrar en elevaciones de 1,300 a 1,800 m s. n. m. Por encima de 1,800 m s. n. m., predomina el bosque de pino. Por encima de los 2,000 m s. n. m. se encuentran especies de coníferas como abeto Douglas, Picea de Engelmann y Pino mexicano.
La Sierra del Carmen alberga 446 especies de aves, 3,600 especies de insectos, más de 1,500 especies de plantas y 75 especies de mamíferos. Entre los mamíferos se encuentran oso negro, castor y puma. En la sierra se encuentra una subespecie pequeña de venado cola blanca, el venado cola blanca de la Sierra del Carmen. Exiliados están el berrendo y el lobo mexicano y actualmente no se encuentran en la Sierra del Carmen.
No hay ríos, carreteras pavimentadas o pueblos en la Sierra, por lo que se considera uno de los lugares más remotos de la tierra. Los escurrimientos desde la sierra pasan por pequeños arroyos; en su mayoría efímeros, en el lado este de la Sierra hasta el Río Bravo. En el lado oeste de la Sierra, los pequeños arroyos que salen de la sierra desaparecen rápidamente en el desierto del Bolsón de Mapimí.

## Clima

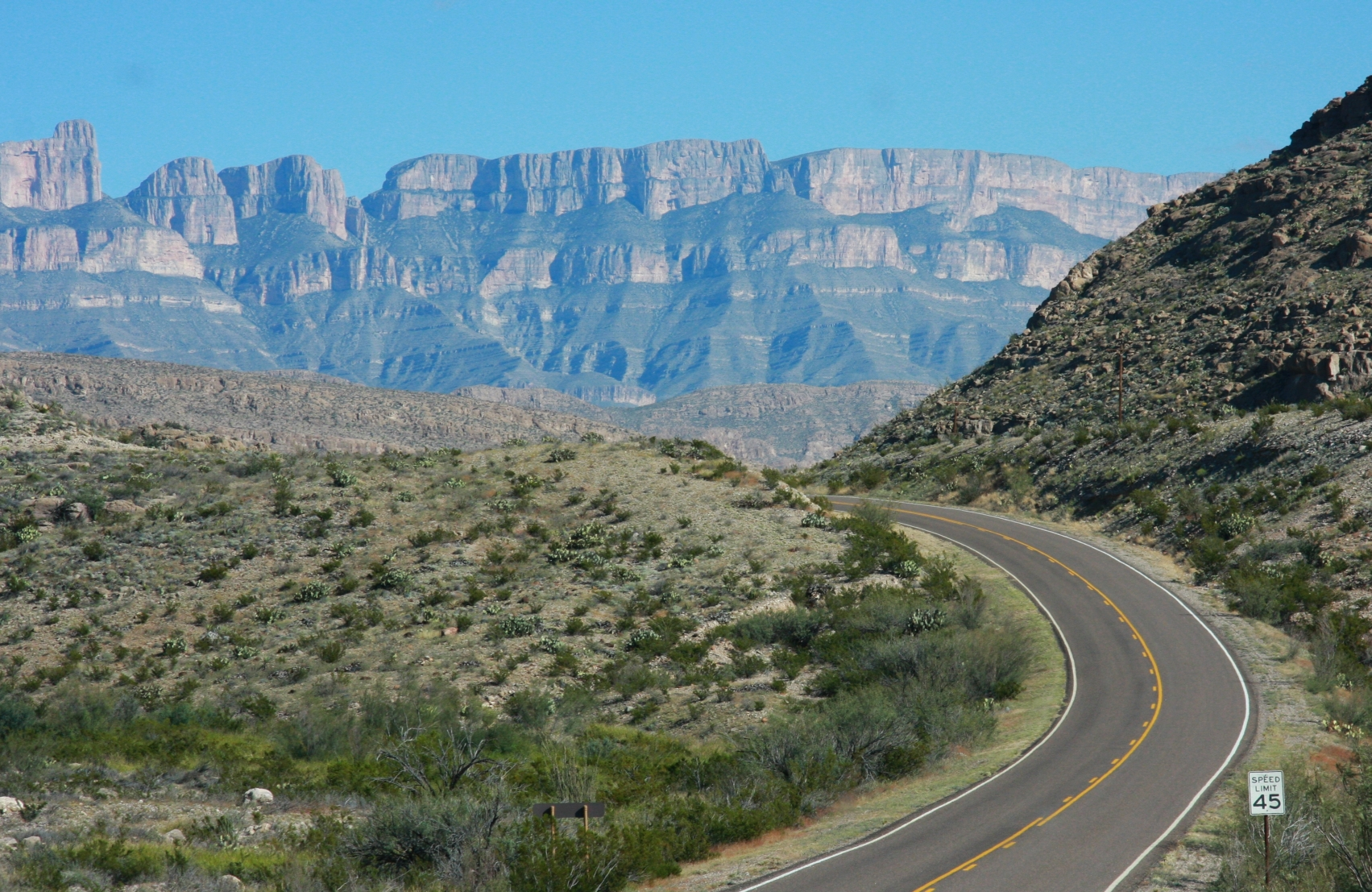
La Sierra del Carmen vista desde el Big Bend en Texas

En la Sierra del Carmen predomina el clima semiárido con condiciones más húmedas en elevaciones más altas. La temperatura media anual es 19 °C, el mes más caluroso es junio con temperatura promedio de 27 °C, y el más frío es enero con 10 °C. La precipitación media anual es de 454 milímetros, el mes más húmedo es septiembre con un promedio de 124 mm de precipitación, y el más seco es diciembre con 6 mm de precipitación.

## Conservación
El aislamiento de la Sierra del Carmen y su entorno relativamente inalterado ha llevado a México y Estados Unidos a hacer esfuerzos conjuntos de conservación. Maderas del Carmen forma parte de un proyecto de conservación bilateral denominado Iniciativa de Conservación Corredor El Carmen-Big Bend, que incluye áreas de conservación colindantes a ambos lados de la frontera y suman de más de 1.2 millones de hectáreas, un área casi tan grande como el estado de Querétaro.
Una de las características importantes de la Sierra del Carmen es que funciona como un corredor que permite que la vida silvestre migre hacia el norte y el sur. A fines de la década de 1980, el corredor entre la Sierra y las montañas del oeste de Texas permitió al oso negro dispersarse hacia el norte y restablecerse en el parque nacional Big Bend. El oso negro había desaparecido en el oeste de Texas en la década de 1950.
El 7 de noviembre de 1994, Maderas del Carmen; junto con el Cañón de Santa Elena fueron declarados Área de protección de flora y fauna por el entonces presidente Carlos Salinas de Gortari, a fin de preservar los ecosistemas, aprovechar sustentablemente sus recursos y propiciar su investigación. La designación permite que muchas actividades económicas y propiedades privadas continúen existiendo dentro de los límites. El área protegida comprende casi 210,000 hectáreas.
En el 2000, Cementos Mexicanos (Cemex) comenzó a comprar tierras para la conservación en la región. En las tierras de Cemex se eliminaron las cercas y se fomentó la vegetación nativa. Para 2006, Cemex poseía 79,000 hectáreas en el área protegida o sus alrededores, y administraba otras 25,300 hectáreas. También en el 2000, Cemex; en cooperación con organizaciones conservacionistas en México y Texas, comenzó a criar y liberar ejemplares salvajes de borrego del desierto, especie que había desaparecido de la Sierra del Carmen más de 50 años atrás.
En 2005, Maderas del Carmen se convirtió en la primera área silvestre designada en América Latina.
El 27 de octubre de 2006, la Unesco aprobó a Maderas del Carmen como Reserva de la biosfera.
El 24 de octubre de 2011, México y los Estados Unidos firmaron un acuerdo para la “Acción cooperativa para la conservación en el área natural de interés binacional Big Bend-Río Bravo”.